# Lordotus planus
Lordotus planus är en tvåvingeart som beskrevs av Osten Sacken 1877. Lordotus planus ingår i släktet Lordotus och familjen svävflugor.
Artens utbredningsområde är Kalifornien. Inga underarter finns listade i Catalogue of Life.